# 千葉県立船橋北高等学校
千葉県立船橋北高等学校（ちばけんりつ ふなばしきたこうとうがっこう）は、千葉県船橋市神保町にある公立高等学校。通称は「ふなきた」または「北高」（きたこう）。

## 概観
船橋市にある公立高校の中で最も新しい。校舎は千葉県道288号夏見小室線から脇道に入ったところにあり、梨畑や雑木林に囲まれ、自然環境に恵まれている。また、船橋市内の公立高校には数少ない、校地が平坦な高台で広いグランドが特徴の一つ。学生は船橋市内及び周辺の市から自転車通学で勉学と部活動を両立している者が多い。

## 沿革
- 1985年 - 創立。

## 交通
- 京成松戸線三咲駅下車、バスで7・8分。徒歩では40分以上

## 著名な出身者
- さとう珠緒（タレント）
- 相葉裕樹（俳優）
- たぬまゆみ（タレント、歌手）

## 周辺の施設
- 千葉県立船橋県民の森（船橋市大神保町）
- ふなばしアンデルセン公園